# Gabrielle Ferrari
Gabrielle Ferrari (París, 14 de setembre de 1851 - 4 de juliol de 1921) fou una compositora i pianista francesa.

## Història
Primer va estudiar al Conservatori de Milà i després en el de París, on fou deixebla de Theodore Dubois i Charles Gounod. Des del dotze anys cridà l'atenció del públic com a pianista tot i que després es dedicà a la composició i escrigué una sèrie d'obres notables pel seu colorit i sentiment.

## Obra

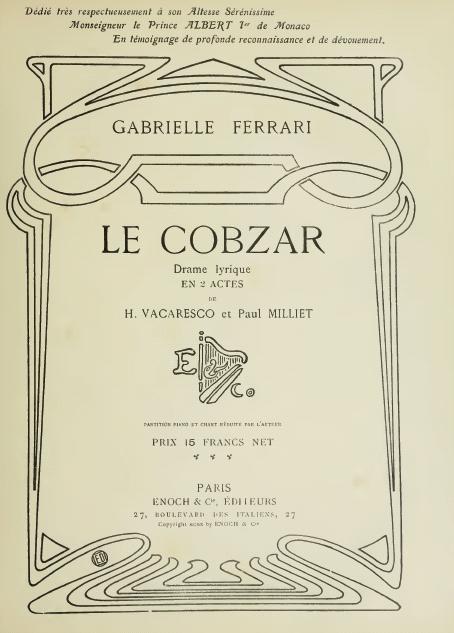
Una de les primeres planes de l'Òpera Le Cobzar

Entre les seves composicions s'ha de citar:
- Rapsodie espagnole, per a piano
- Le ruisseau, per a piano
- Hirondelle, per a piano
- Pierre qui roule, per a piano
- Larmes en songe, per a cant
- Chant d'amour, per a cant
- Chant d'exil, per a cant
- Le lazzarone, per a cant
- Les derviches hurleurs, per a cant
- Amarsi, per a cant
- La boucle blonde, per a cant, etc.

També és autora de les òperes:
- Le dernier amour (París, 1895)
- Le tartare (París, 1906)
- Le Cobzar, amb lletra d'una altra dona, Elena Vacaresco, estrenada primer a Montecarlo el (1909) i després a l'Òpera de París el (1912), on assolí un èxit extraordinari.

A més, se li deuen algunes obres per a orquestra.